# Hans Pflügler
O título deste artigo contém o caractere "ü". Quando este está indisponível ou não é utilizado, o nome pode ser escrito como Hans Pfluegler.
Johannes Christian Pflügler,  conhecido por Hans (ou Hansi) Pflügler (Frisinga, 27 de março de 1960), é um ex-futebolista alemão, que defendeu durante toda a carreira profissional o Bayern de Munique. Na equipe bávara, somando a primeira e a última passagens e a única partida que disputou pelo time B, atuou em 309 partidas e marcou 40 gols, número considerado alto para um zagueiro alemão.
Pflügler, que defendeu também a Seleção da Alemanha Ocidental entre 1987 a 1990 (disputou a Eurocopa de 1988 - atuou apenas 45 minutos - e a Copa de 1990 - onde jogou apenas noventa) em onze oportunidades, e não marcando gols, abandonou os gramados em 2002, aos 42 anos. Voltaria a jogar no mesmo ano, pelo Eintracht Freising, clube de sua cidade natal (e onde jogara entre 1997 e 2001), até 2005, quando aposentou-se em definitivo.

## Vida pessoal
Pflügler é engenheiro por formação, chegando a trabalhar no departamento de merchandising do Bayern depois de sua primeira aposentadoria. Também foi proprietário de uma pensão com o seu sobrenome.